# Chiesa della Natività di Maria Vergine (Voghiera)
La chiesa della Natività di Maria Vergine è la parrocchiale di Voghiera, in provincia di Ferrara. Appartiene al vicariato di San Giorgio dell'arcidiocesi di Ferrara-Comacchio e risale al X secolo

## Storia
La documentazione ci restituisce una situazione di esistenza della pieve di Voghiera probabilmente sin dal X secolo. Attorno al XII secolo era amministrata da un parroco col sostegno di quattro canonici. Dal punto di vista storico sia Voghiera sia Voghenza rivestirono un ruolo fondamentale nella nascita della stessa città di Ferrara. Fu con la fine della sede vescovile di Voghenza che venne fondata la basilica di San Giorgio fuori le mura dalla quale trasse origine il castello dei Curtensi e, col trascorrere dei secoli, la stessa città estense.
Alle origini Voghiera era un sobborgo di Voghenza, mentre la situazione in tempi recenti si è invertita, con Voghenza divenuta frazione di Voghiera.
Nel 1598 vi celebrò la santa messa papa Clemente VIII.
Attorno al XVII secolo l'antica pieve controllava le parrocchie di Ducentola, Gambulaga, Gualdo, Masi San Giacomo, Montesanto, Runco e Voghenza.
Nel 1877 la chiesa è stata pesantemente restaurata ed ha perso l'aspetto romanico esterno mentre negli interni ha seguito il gusto barocco.
La chiesa è stata fortemente danneggiata dal terremoto dell'Emilia del 2012. La facciata è stata compromessa e tutta la struttura è stata minata nella sua stabilità.

## Descrizione

### Esterni
La facciata si presenta a salienti ed abbastanza semplice col portale di accesso affiancato da due finestre rettangolari e sovrqastato, in asse, da un grande oculo rotondo. La torre campanaria si trova in posizione arretrata e staccata dal corpo dell'edificio sulla sua sinistra.
pianta

### Interni
La sala si divide in tre navate, quella centrale, di maggiore altezza ha copertura con volta a botte. Dall'arco santo si accede al presbiterio, leggermente rialzato.